# Když Billie potkala Lisu
Když Billie potkala Lisu (anglickém originále When Billie Met Lisa) je americký animovaný komediální krátký film z roku 2022 založený na animovaném televizním seriálu Simpsonovi. Jedná se již o čtvrtý propagační krátký film Simpsonových na Disney+. Film režíroval David Silverman a byl vydán 22. dubna 2022.

## Děj
Líza Simpsonová doma hraje na saxofon, ostatní členy domácnosti tím však obtěžuje. Hledá tedy místo, kde by si mohla v klidu hrát. V hudební třídě základní školy je až moc dětí, a tak se Líza vydá hrát pod most. Na mostě zastaví auto a Billie Eilish si všimne Líziny hry na saxofon. Billie dívce nabídne společné jamování, Líza spokojeně souhlasí. Zde si zahrají úvodní znělku Simpsonových a všem ve Springfieldu se to líbí. Bart mezitím vyjadřuje nepochopení nad Finneasem O'Connellem, Billiným bratrem, že se sestře nevysmívá, ale naopak jí pomáhá. Poté se Billie a Líza vydají sledovat hvězdy a povídají si o podpoře rodičů. Podle slov Billie jsou její rodiče podporující, Líza toto ovšem nemůže prohlásit o Homerovi.

## Obsazení
- Nancy Cartwrightová jako Bart Simpson a Maggie Simpsonová
- Yeardley Smithová jako Líza Simpsonová
- Billie Eilish jako ona sama
- Finneas O'Connell jako on sám
- Chris Edgerly a Sunkrish Bala jako hudebníci („hvězdy filharmonie“)

## Produkce
S myšlenkou vytvořením filmu s Billie Eilish přišel producent James L. Brooks během rozhovoru s Alem Jeanem. Na vytvoření se podílelo Disney+, jelikož s Eilish již spolupracovali na filmu Happier Than Ever: Milostný dopis věnovaný Los Angeles.

## Přijetí
Rich Knight ze Cinema Blend umístil Když Billie potkala Lisu na čtvrtou příčku v krátkých filmech Simpsonových. Paul Bradshaw z NME uvedl, že krátký film obsahuje gagy zaměřené na Eilish a O'Connella, pochválil novou nahrávku znělky Simpsonových a také závěrečné titulky za jejich vtipnost. Mike Celestino ze serveru LaughingPlace.com se vyjádřil kladně a napsal: „Když si to shrneme, Když Billie potkala Lisu je zábavným zpestřením, které jistě potěší crossoverové fanoušky Simpsonových a Eilish. Pár vtipů tu a tam padne a stejně jako ostatní výše zmíněné krátké filmy velmi rychle uteče.“
Stacey Henleyová z TheGamer vyzdvihla humornost filmu napříč jeho gagy, ocenila odkazy na Eilish a její tvorbu, ale uvedla, že krátký film měl poskytnout plnohodnotný příběh a více času pro Eilish a O'Connella. Dále napsala, že postrádá jakýkoli smysl filmu a je to podle ní jen plýtvání jak Simpsonových, tak samotné Eiilish. Jeremy Brown z What'sOnDisneyPlus.com dal krátkému filmu dvě hvězdičky z pěti a napsal: „Jen si nejsem jistý, jaký to mělo jiný smysl než dát Billie Eilish do krátkého filmu Simpsonových. Technicky je to všechno dobře zvládnuté. Animace je krásná. Hlasové výkony jsou skvělé. Objektivně na tom není nic špatného, ale subjektivně pořád nechápu, proč to bylo potřeba udělat.“
12. července 2022 byl tento krátký film nominován na cenu Primetime Emmy Award za vynikající krátký animovaný pořad.